# ورزشگاه بورنووا
ورزشگاه بورنووا (به ترکی استانبولی: Bornova Stadium) یک ورزشگاه فوتبال در ترکیه است که در Bornova واقع شده‌است.